# ZNF593
ZNF593‏ (Zinc finger protein 593) هوَ بروتين يُشَفر بواسطة جين ZNF593 في الإنسان.